# Platysenta subaurata
Platysenta subaurata là một loài bướm đêm trong họ Noctuidae.